# Estero Catemu
El estero Catemu es un curso natural de agua que fluye en la Región de Valparaíso para desembocar en la ribera norte del río Aconcagua.

## Trayecto
El estero Catemu nace en las laderas sur de la divisoria de aguas con la cuenca del Cajón de Los Ángeles, que es la que la separa de la cuenca del río La Ligua. Sus formativos son el Cajón de Gómez  y la quebrada El Podrido. Tiene una dirección general sur en su trayecto de 14 km en el que es engrosado por afluentes Cajón de La Fortuna, por la derecha, y las quebradas La Poza y Huevil por su izquierda. 
Las aguas del Catemu riegan el valle agrícola que lleva su nombre y bordea por el norte la ciudad de Catemu para luego desembocar en la ribera derecha del río Aconcagua.: 314 

## Caudal y régimen
El estero Catemu possee una estación fluviométrica en puente Santa Rosa, ubicada en el estero Catemu, aguas arriba de la junta con el estero Caqui, a 510 m s. n. m.: 58 
La subcuenca baja del río Aconcagua, que comprende desde la junta del estero Pocuro hasta la desembocadura del río Aconcagua en el océano Pacífico, incluyendo el estero Catemu y al estero Los Loros, tiene un régimen nivo–pluvial con las mayores aumentos de caudal en diciembre y enero producto de deshielos. Los menores caudales ocurren en el trimestre marzo-mayo.: 61 

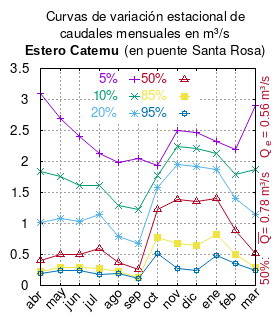
Curvas de variación estacional del estero Catemu en Santa Rosa.

La curva de color rojo ocre (con {\displaystyle {\color {Red}\vartriangle }}) muestra los caudales mensuales con un 50% de probabilidad de excedencia. Esto quiere decir que en el largo espacio de tiempo en que se hicieron las mediciones de ese mes, se midieron igual cantidad de caudales mayores que caudales menores a esa cantidad. Eso es la mediana (estadística), que se denota Qe, de la serie de caudales de ese mes. La media (estadística) es el promedio matemático de los caudales de ese mes y se denota {\displaystyle {\overline {Q}}}. 
Una vez calculados para cada mes, ambos valores son calculados para todo el año y pueden ser leídos en la columna vertical al lado derecho del diagrama. El significado de la probabilidad de excedencia del 5% es que, estadísticamente, eso ocurre solo una vez cada 20 años, el de 10% una vez cada 10 años, el de 20% una vez cada 5 años, el de 85% quince veces cada 16 años y la de 95% diecisiete veces cada 18 años.

## Embalse Catemu
Se proyectó la posibilidad de construir un embalse de 175 hm³ para asegurar el riego de 20.000 ha en la cuenca de estero Catemu con un costo de US$ 500 millones, pero en 2018 el gobierno ordenó reiniciar el proceso debido a los riesgos y críticas. Encargó un proyecto de construcción y el estudio de impacto ambiental en forma conjunta.

## Historia
Francisco Solano Asta-Buruaga y Cienfuegos escribió en 1899 en su obra póstuma Diccionario Geográfico de la República de Chile sobre la región que llama Catemo:
Catemo.-—Aldea situada en la parte sudoeste del departamento de Putaendo á unos 35 kilómetros hacia el O. de su capital. Se halla á la base oriental de la sierra ó Altos de su nombre y próxima á la ribera norte del río Aconcagua. Consta de 600 habitantes con escuela gratuita, estafeta y oficina de registro civil. Cerca se hallan minas de cobre, y el fundo de su misma denominación.
Catemo (Altos de).-—Sierra notable que corre de S. á N. desde la inmediación de la margen derecha del río Aconcagua, hacia el NO. de Llaillay, hasta enlazarse con el cerro de Curichelonco. Se halla en el límite occidental del departamento de Putaendo, que divide á éste del de Quillota. Su cima sobresale en picos altos y pelados, y se eleva (por los 32° 44' Lat. y 71° 03' Lon.) á 2,132 metros sobre el nivel del Pacifico. Sus faldas del poniente son más ásperas y escarpadas, y algo tendidas las opuestas y en las que se han explotado desde el siglo anterior vetas de oro y abundan las de cobre, &c. Catemo se compone de ca, otro, y de temu, nombre de un árbol indígena (Eugenia temus).